# Brezovac (Bjelovar)
Pour les articles homonymes, voir Brezovac.
Brezovac est un village appartenant à la municipalité de Bjelovar et située dans le comitat de Bjelovar-Bilogora en Croatie. En 2021, le village compte 1009 habitants.